# Albert Matignon
Albert Matignon né le 11 juin 1860 à Sablé-sur-Sarthe et mort dans cette même commune le 17 juin 1937 est un peintre et illustrateur français.

## Biographie
Natif de Sablé-sur-Sarthe, Albert Auguste Jean-Baptiste Matignon s'établit à Paris où il est élève d'Ernest Hébert et fréquente l'atelier d'Albert Maignan à l'École des beaux-arts. Il vit au 17, rue de Tournon dans le 6e arrondissement. 
Il peint des compositions religieuses, des scènes de genres, des nus, des portraits, des paysages et des marines
Dans la dernière partie de sa vie, il compose essentiellement des paysages de la baie de Somme.
Cinq peintures monumentales lui sont commandées en 1891 pour le chœur de l'église néo-gothique Notre-Dame de Sablé-sur-Sarthe, sa ville natale : Jésus servi par les anges, La Nativité, L'Immaculée conception, Au pied de la Croix et Le Martyre de saint Sébastien.
Il dessine pour L'Illustration entre 1905 et 1928, et y publie notamment un Aviatik abattu par Roland Garros descend en tournoyant. À cette même époque, il produit des publicités (chromolithographies et affiches) pour les biscuits Lefèvre-Utile (LU), le champagne Joseph Perrier, la Crème Simon.
En 1886, il expose deux toiles, Une japonaise et Fruits, à la 33e exposition versaillaise de la Société des amis des arts de Seine-et-Oise. Référencé aussi aux expositions de 1894 à 1908 de la Société des arts de Nantes, il expose : Intérieur d'église, Indiscrétion, Tentation, Matin, Lune de septembre (marine), Retour de bal, Plaisirs d'hiver, Rêverie et Manon. Il expose à Bruxelles, Copenhague, Genève, Londres, New York, Tokyo et dans les capitales de l'Amérique du Sud.
Peintre prolifique, il expose régulièrement une œuvre, parfois deux voire trois, au Salon des artistes français, dès 1884, et jusqu'à sa mort en 1937. Le Salon n'a pas eu lieu durant la Première Guerre mondiale de 1915 à 1919. En 1888, il est admis en qualité de sociétaire sous le numéro d'inscription 2296, à la Société des artistes français qui organise le Salon chaque année, les premiers jours de mai. Il y est plusieurs fois distingué avec une médaille de 3e classe en 1897, une médaille d'or en 1914 et le prix Albert Maignan en 1925. Les catalogues du Salon reproduisent presque chaque année une illustration de l'œuvre exposée dès 1887. De nombreuses cartes postales anciennes reproduisent également ses toiles exposées au Salon.
Dans les années 1920, il effectue régulièrement des séjours en baie de Somme. Il vient peindre sur le motif dans le petit port du Crotoy. Le peintre Alfred Manessier le décrit ainsi :

« Matignon avait un petit pliant, une pipe, des bottes, des pantalons à carreaux, une veste et une casquette de chauffeur de taxi. On le voyait souvent au Crotoy, dans la Somme : il peignait le port, des paysages ; 60 à 70 pochades par mois. Il ne desserrait jamais les lèvres. […] Un jour — j'avais douze ans — ma mère a traversé les champs pour lui montrer quelques aquarelles. Matignon m'a encouragé.  À quinze ans, j'étais assis à trois mètres de lui, au Crotoy. J'avais un pliant, une pipe, des bottes, etc. Je peignais : le port, des paysages.  À l'huile, déjà. Taciturnes : on ne se disait rien. »

Un portrait au crayon réalisé par Alfred Manessier « de mémoire et en souvenir de l'ami Matignon au Crotoy » est reproduit dans le livre Manessier, œuvres de jeunesse.
Albert Matignon est promu officier de l'Instruction publique.

Œuvres d'Albert Matignon
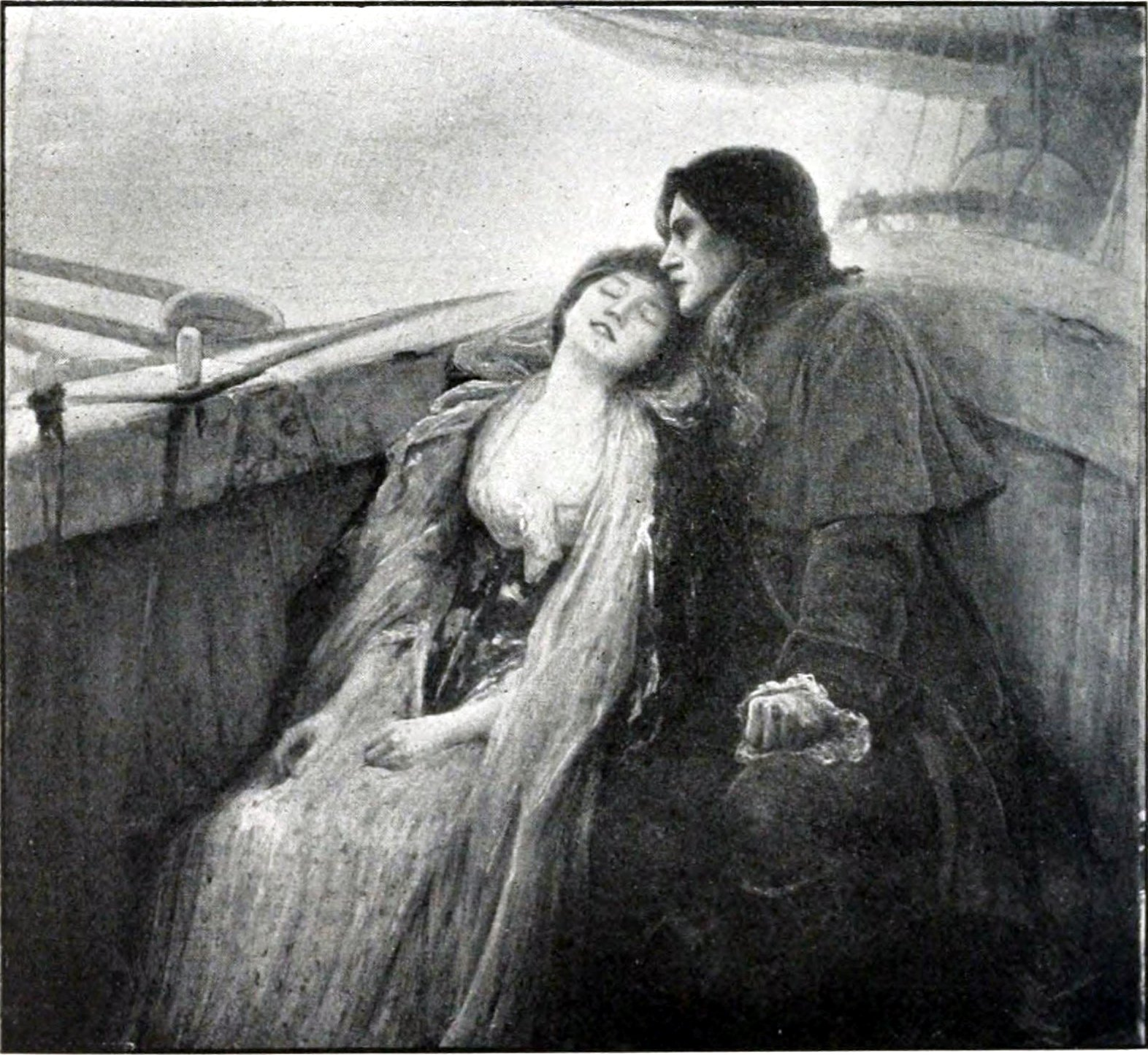
Manon (Salon de 1903), localisation inconnue.
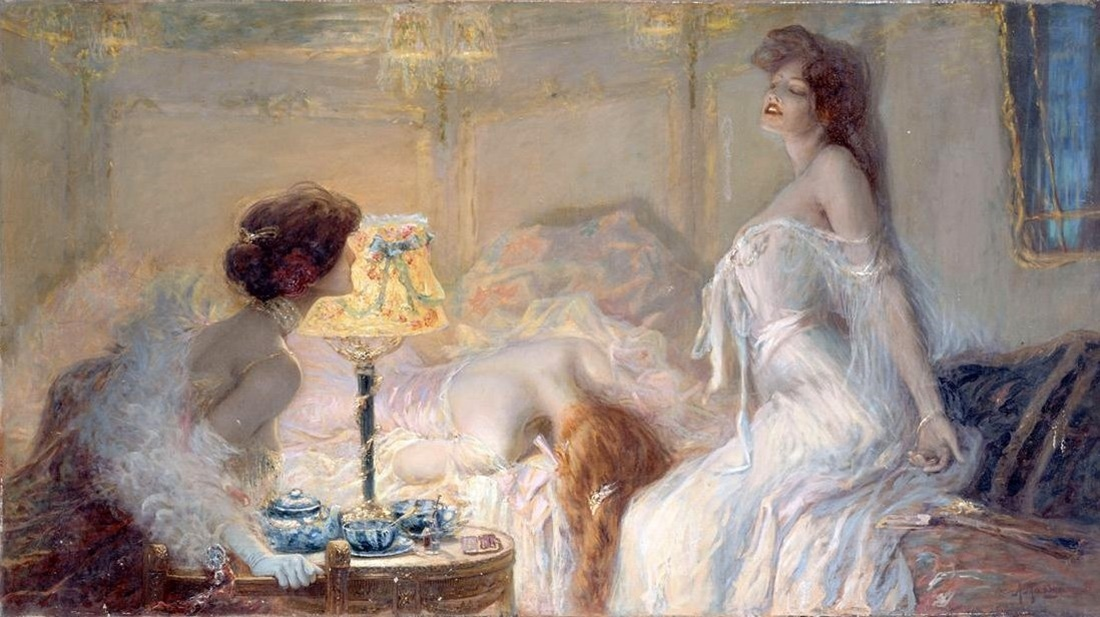
Morphine (Salon de 1905), huile sur toile. Nemours, Château-Musée.
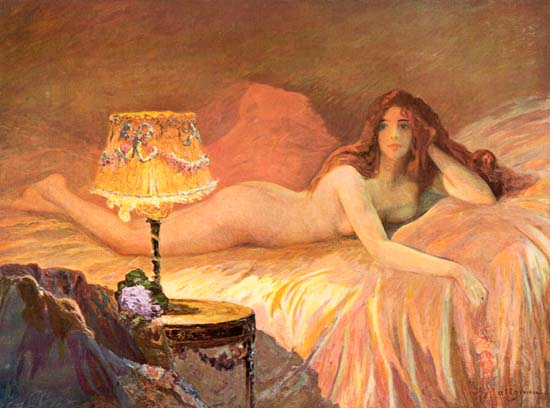
Éveil (Salon de 1912), localisation inconnue.

## Collections publiques
France
- Château-du-Loir, musée Heurteloup-Chevalier[15] La Jeune Fille au bouquet et La Femme au chapeau. La Jeune Fille au bouquet est exposé dans le cabinet de Curiosités à Château-du-Loir[16].
- Le Mans, musée de Tessé : Marine, acquis par l'État en 1928, en dépôt à la sous-préfecture de La Flèche.
- Nemours, Château-Musée : La Morphine, 1905, huile sur toile. Ancien envoi de l'Etat. Transfert de propriété en 2017[17].
- Sablé-sur-Sarthe, église Notre-Dame : cinq peintures monumentales dans le chœur[18].

Roumanie
- Bucarest, musée Anastasie Simu.